# Foxham (Wiltshire)
Foxham – wieś w Anglii, w hrabstwie Wiltshire. Leży 50 km na północ od miasta Salisbury i 133 km na zachód od Londynu.